# Marko Pantelić
Marko Pantelić (serbisk: Марко Пантелић; født 15. september 1978 i Beograd, Jugoslavien) er en serbisk tidligere fodboldspiller.
Pantelićs sidste klub, inden hans karrierestop, var Olympiakos i den græske, hvortil han kom 21. august 2010. Han har tidligere spillet for blandt andet franske Paris Saint-Germain, serbiske FK Røde Stjerne, Hertha Berlin i Tyskland og AFC Ajax i Holland. 
Pantelić står (pr. august 2010) noteret for 35 kampe og syv scoringer for det serbiske landshold. Han repræsenterede sit land ved VM i 2010 i Sydafrika.
Pantelić er kendt for sin målfarlighed, men er også kendt for sin provokerende opførsel.